# Nemesi Marqués Oste
Nemesi Marquès Oste (Cabó, Lérida, España 17 de mayo de 1935) es un sacerdote católico ordenado en 1959, rector de Bellestar, una aldea de 55 habitantes, y Aravell. Mientras Joan Martí Alanis fue el obispo de Urgel y coprincipe de Andorra ocupó el cargo de secretario del coprincipe, a la vez que seguía siendo el rector de Bellestar y Aravell.

## Biografía
Desde 2003 al 2012 fue el representante personal del actual arzobispo de Urgel, Joan Enric Vives i Sicilia, actual coprincipe de Andorra.
- Datos: Q1267755